# Górny Młyn (Koszalin)
Górny Młyn (Rokosowo) (do 1945 niem. Obermühle (Rogzow)) – nieistniejąca osada w Polsce położona w województwie zachodniopomorskim, w obecnych granicach miasta Koszalin, 1 km na północ od wsi Kretomino, przy ujściu jednego z ramion Raduszki do Dzierżęcinki.
W dziele Ausführlicher Beschreibung des gegenwärtigen Zustandes des Königlich-Preußischen Herzogtums Vor- und Hinterpommern (Szczegółowy opis obecnego stanu Królewskiego Księstwa Pruskiego Pomorza Wschodniego) Ludwiga Wilhelma Brüggemanna z 1784 znajduje się zapis dotyczący dwużarnowego młyna położonego nad Dzierżęcinką. Uprawnionymi do mielenia ziarna byli mieszkańcy wszystkich wsi podlegających jurysdykcji władz Koszalina oraz rolnicy z majątku ziemskiego w Boninie. Wiadomo, że w 1867 nadal pracowały tam dwa żarna napędzane kołami młyńskimi, które mieliły ziarno na dwa rodzaje mąki. Do 1945 zabudowania w Górnym Młynie podlegały sołectwu w Rokosowie, a mieszkańców zaliczano do społeczności tej wsi. Podczas szturmu Armii Czerwonej w marcu 1945 zabudowania zostały zniszczone i nigdy ich nie odbudowano. Pozostałością po Górnym Młynie jest niewielki staw dawniej nazywany Młyńskim położony na zachód od grobli, którą przebiega ulica Przepiórek.